# Paradosso di Levinthal
Il paradosso di Levinthal può essere considerato un enigma relativo alle dinamiche del ripiegamento di proteine.

## Descrizione
Nel 1968 Cyrus Levinthal si rese conto che, a causa dell'elevato numero di gradi di libertà di un polipeptide non ripiegato, tale molecola presenterebbe un numero astronomico di possibili conformazioni finali: nell'articolo originale, egli ne stimava circa 10300. Se la proteina raggiungesse la sua conformazione finale passando via via attraverso tutte queste configurazioni, sarebbe necessario un tempo ben superiore all'età attualmente stimata dell'universo per raggiungere la configurazione corretta. Ciò avverrebbe anche se le conformazioni fossero scansite anche in tempi brevissimi come picosecondi o nanosecondi.
In realtà, molte piccole proteine si ripiegano spontaneamente in un tempo dell'ordine dei millisecondi o addirittura dei microsecondi. Il tempo di generazione di E. coli può essere di circa venti minuti: ciò significa che tutte le proteine essenziali per tale organismo (e presumibilmente di tutti gli altri) possono essere prodotte da zero in un tempo decisamente ristretto, al massimo nell'ordine dei minuti.
La differenza enorme che esiste tra il tempo del ripiegamento prevedibile in teoria e quello osservato in realtà è appunto chiamato paradosso di Levinthal. Il paradosso di Levinthal, in effetti, è stato spesso frainteso come una teoria malriuscita sul ripiegamento proteico. Molti articoli scientifici dell'epoca tacciarono tale paradosso di essere semplicemente sciocco, sostenendo che l'idea che il polipeptide ricercasse tutte le conformazioni possibili fosse facilmente superabile da una teoria che preveda che tutte le possibili conformazioni energetiche formino un profilo ad imbuto, che favorisce la scelta della conformazione corretta in tempi rapidi.
In realtà, non è necessaria una critica vera e propria al paradosso: pochi scienziati hanno mai creduto davvero in un folding che percorresse tutte le possibili conformazioni. Il paradosso di Levinthal può servire, a tal proposito, per dimostrare che una scansione delle conformazioni vera e propria non può avvenire. Lo stesso Levinthal era cosciente che il tempo di ripiegamento delle proteine fosse molto ridotto, e che una ricerca casuale della conformazione esatta non fosse possibile.